# De Dion-Bouton Type CG
Der De Dion-Bouton Type CG ist ein Pkw-Modell aus der Anfangszeit des 20. Jahrhunderts. Hersteller war De Dion-Bouton aus Frankreich.

## Beschreibung
Die Zulassung durch die nationale Zulassungsbehörde erfolgte entweder am 19. Juli oder am 29. Juli 1909. Als erstes Modell dieser Hubraumklasse hatte es keinen Vorgänger.
Der Vierzylindermotor hat 75 mm Bohrung, 120 mm Hub und 2121 cm³ Hubraum. Er war damals in Frankreich mit 14 Cheval fiscal (Steuer-PS) eingestuft. Er ist vorne im Fahrgestell montiert und treibt über ein Dreiganggetriebe und eine Kardanwelle die Hinterräder an. Der Wasserkühler ist direkt vor dem Motor hinter einem deutlich sichtbaren Kühlergrill. Die Hinterachse ist eine De-Dion-Achse.
Die Basis bildet ein Pressstahlrahmen. Der Radstand beträgt wahlweise 2535 mm oder 2788 mm und die Spurweite 1285 mm. Je nach Radstand ist eine Fahrzeuglänge von 3550 mm oder 3800 mm bekannt. Die Bereifung hatte eine Größe von 810 × 90. Die Höchstgeschwindigkeit beim kurzen Radstand lag bei 55 km/h und beim langen Radstand bei 50 km/h.
Bekannt sind Aufbauten als Doppelphaeton und Landaulet.
Das Modell wurde 14 Monate lang produziert. Nachfolger wurde der Type CS, der am 30. September 1910 seine Zulassung erhielt.
Das Modell mit der ähnlichen Bezeichnung Type CG 2 gehört nicht zu dieser Baureihe, sondern war eine Ableitung vom stärker motorisierten Type CH.